# Kalbaoruc Dizə
Kalbaoruc Dizə è un comune dell'Azerbaigian situato nel distretto di Babək.